# Eupithecia bicubitata
Eupithecia bicubitata är en fjärilsart som beskrevs av Louis Beethoven Prout 1916. Eupithecia bicubitata ingår i släktet Eupithecia och familjen mätare. Inga underarter finns listade i Catalogue of Life.